# Vacina do sapo
A vacina do sapo é o nome popular para a aplicação das secreções produzidas pela perereca Kambô (Phyllomedusa bicolor) em pequenos ferimentos ou queimaduras produzidos nos braços ou nas pernas de uma pessoa, para que as substâncias presentes na pele do animal penetrem na circulação sanguínea. Esta aplicação do veneno possui efeitos laxativos, normalmente causando náusea, vômitos e diarreia, e podendo causar a morte. Não há evidência científica de ser tratamento eficaz para nenhuma condição médica.
O procedimento é tradicionalmente realizado por xamãs indígenas ou curandeiros, designados por alguns como "sapeiros" no norte do Brasil, e integra o conjunto de práticas da medicina indígena praticada na Amazônia. Tradicionalmente usado como revigorante e estimulante para caça por grupos indígenas do sudoeste amazônico, em décadas recentes também passou a ser usada nos centros urbanos.

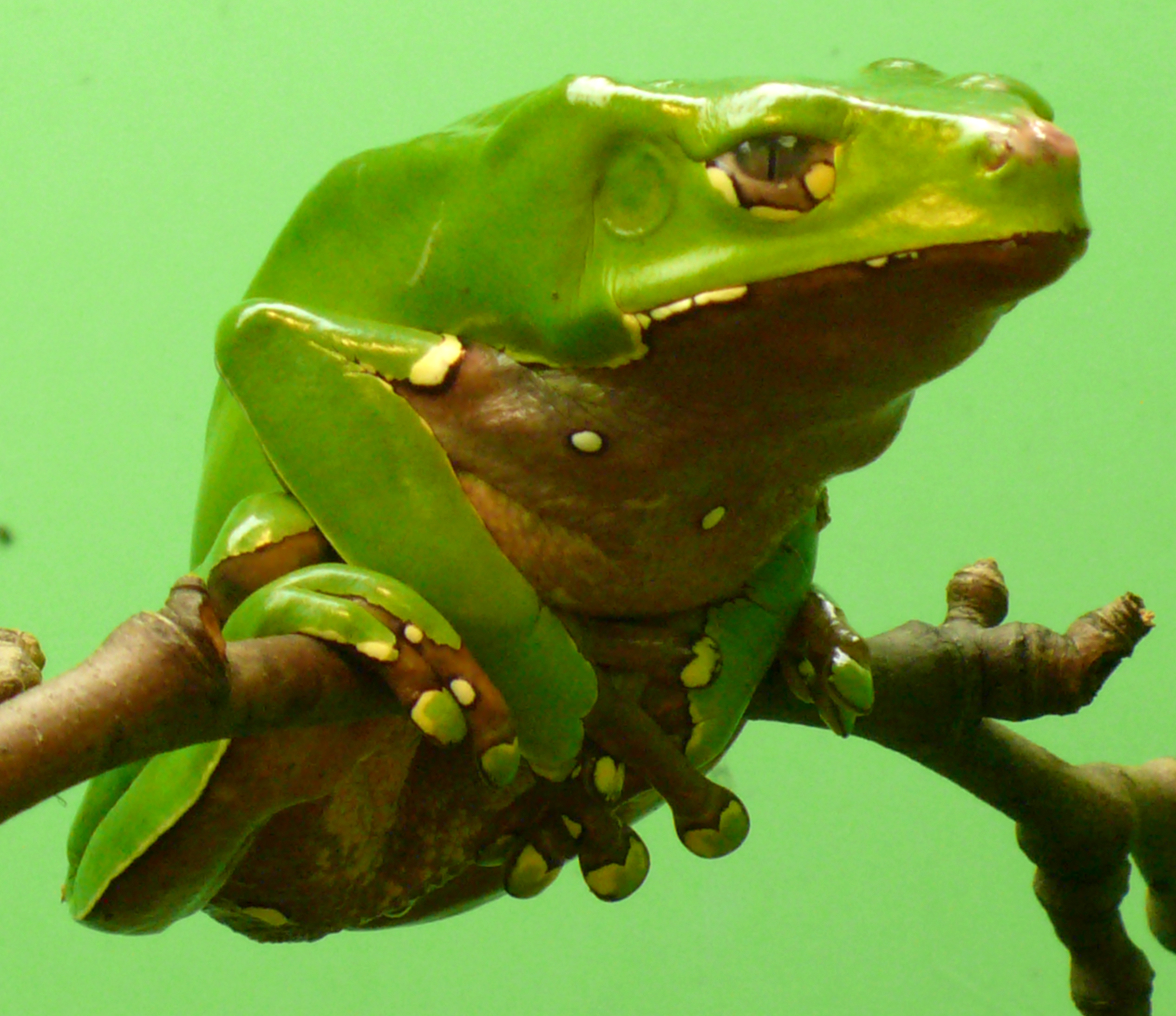
Phyllomedusa bicolor

## Tradição indígena
A aplicação da vacina do sapo tem origem em várias tribos indígenas da Amazônia, incluindo kanamaris, katukinas, caxinauás, matsés, marubos, matis, yaminawa, shawadawa, ashaninka e os culinas.
Segundo as tradições desses povos indígenas, o ritual acerca de seu uso visa acabar com a má sorte na pesca e na caça e também para acabar a "panema", o estado de espírito negativo que causa doenças.
As pesquisadoras Lima e Labate assinalam que paralelo a expansão do uso entre seringueiros e mais recentemente no meio urbano alguns grupos indígenas como os nuquini e poyanawa reiniciaram a sua utilização a partir de influências de grupos indígenas vizinhos que mantiveram o uso da secreção ao longo dos anos como os katukina, yawanawá, kaxinawá, marubo e matsés nos estados do Acre e Amazonas. 
Lima e Labate citam, como possivelmente a primeira descrição do uso da substância, a feita pelo missionário Constantin Tastevin em 1925, falando da prática entre as que populações indígenas do Alto Juruá:
O exército de batráquios é incontável. O mais digno de ser notado é o campon dos Kachinaua. [...] Quando um indígena fica doente, se torna magro, pálido e inchado; quando ele tem azar na caça é porque ele tem no corpo um mau princípio que é preciso expulsar. De madrugada, antes da aurora, estando ainda de jejum, o doente e o azarado produzem-se pequenas cicatrizes no braço ou no ventre com a ponta de um lição vermelho, depois se vacinam com o "leite" de sapo, como dizem. Logo são tomados de náuseas violentas e de diarreia; o mau princípio deixa o seu corpo por todas as saídas: o doente volta a ser grande e gordo e recobra as suas cores, o azarado encontra mais caça do que pode trazer de volta; nenhum animal escapa da sua vista aguda, o seu ouvido percebe os menores barulhos, e a sua arma não erra o alvo.— Constantin Tastevin Le Fleure Muru, La geographie, 1925, apud Lima et al

## Uso nos centros urbanos

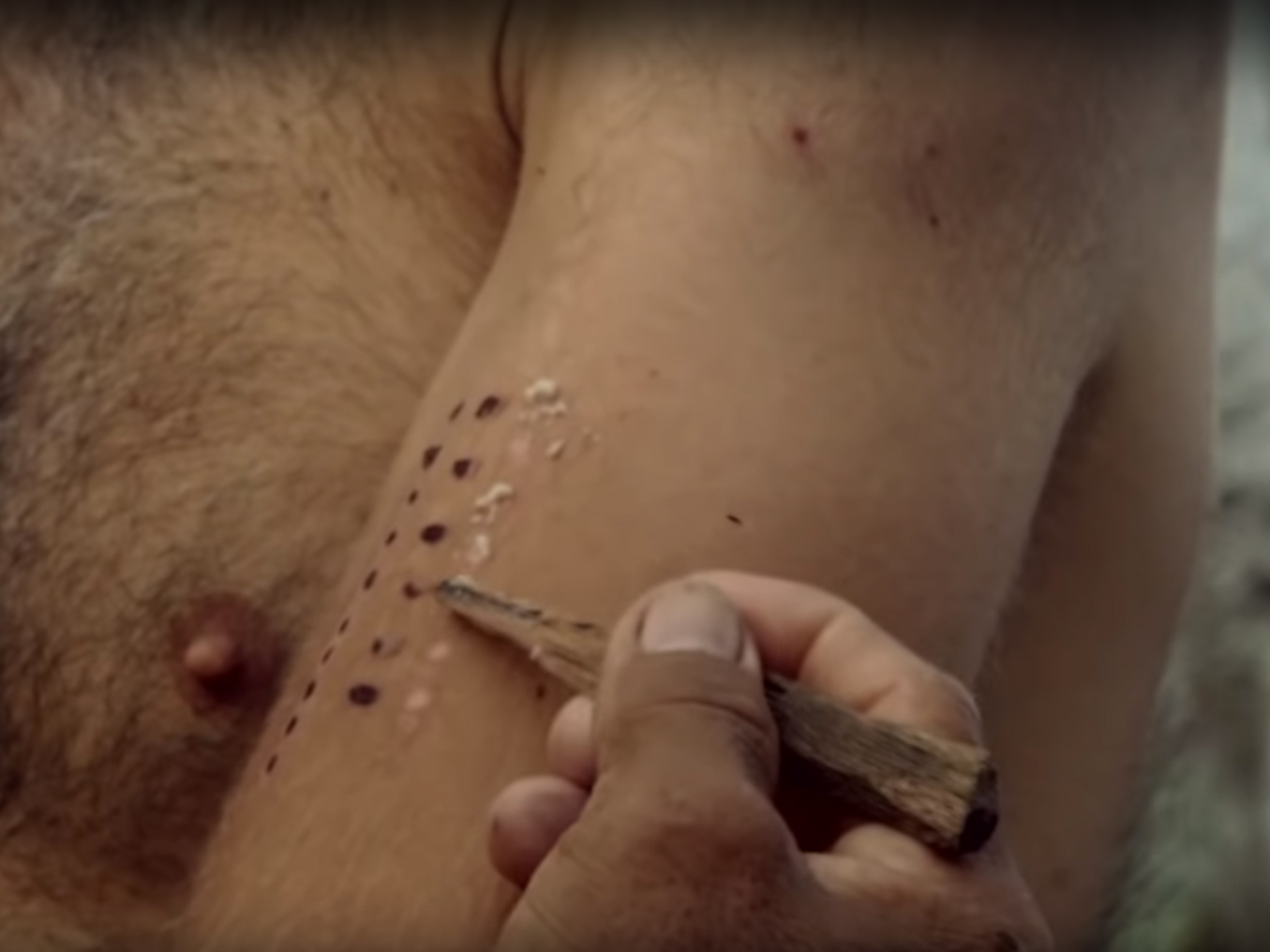
Aplicação da secreção do sapo na pele. Países: Brasil, Colômbia, Guiana e Peru

Proibida no Brasil desde 2004 pela Agência Nacional de Vigilância Sanitária (ANVISA) em função da ausência de comprovação de segurança ou eficácia, e da identificação de campanhas e matérias publicitárias sendo feitas na época promovendo o seu uso, mas sem mencionar seus riscos.
A consciência dos riscos e conhecimento de medidas de urgência e emergência médica deveria ser difundido mesmo entre as populações indígenas. Pesquisas devem ser feitas por especialistas para entrever o modo como os indígenas lidam com tais situações, se provavelmente ocorrem e/ou se há especificidades de suscetibilidade imunológica associada à características raciais. De qualquer sorte o entendimento do sistema etnomédico indígena não deve descartar sua integração a outras práticas tidas como xamânicas por setores de nossa sociedade capazes tanto de influenciar as culturas indígenas como de serem influenciados por elas.[carece de fontes?]

## Farmacologia

Estrutura química da Dermorfina

Segundo Haddad Jr. e Itamar,  desde a década de 1980, pesquisadores e empresas se interessam pela composição dessas secreções. 
A secreção inclui uma variedade de compostos chamados peptídeos, com diferentes efeitos. Peptídeos encontrados nestas secreções incluem a dermorfina e a deltorfina. Estes peptídeos se ligam aos receptores opioides sauvagina, um vasodilatador, e dermaseptina, que possui propriedades antimicrobiais in vitro. Várias outras substâncias, como a filomedusina, filocinina, cerulina e adrenoregulina também estão presentes.
Existe pesquisa médica ativa sobre os efeitos biológicos dos peptídeos encontrados nas secreções da pele das Phyllomedusa bicolor. Até novembro de 2019, apenas pesquisas pré-clínicas em ratos e camundongos haviam sido publicadas, mas ainda não havia nenhum ensaio clínico da segurança em humanos.

## Espécies do gênero

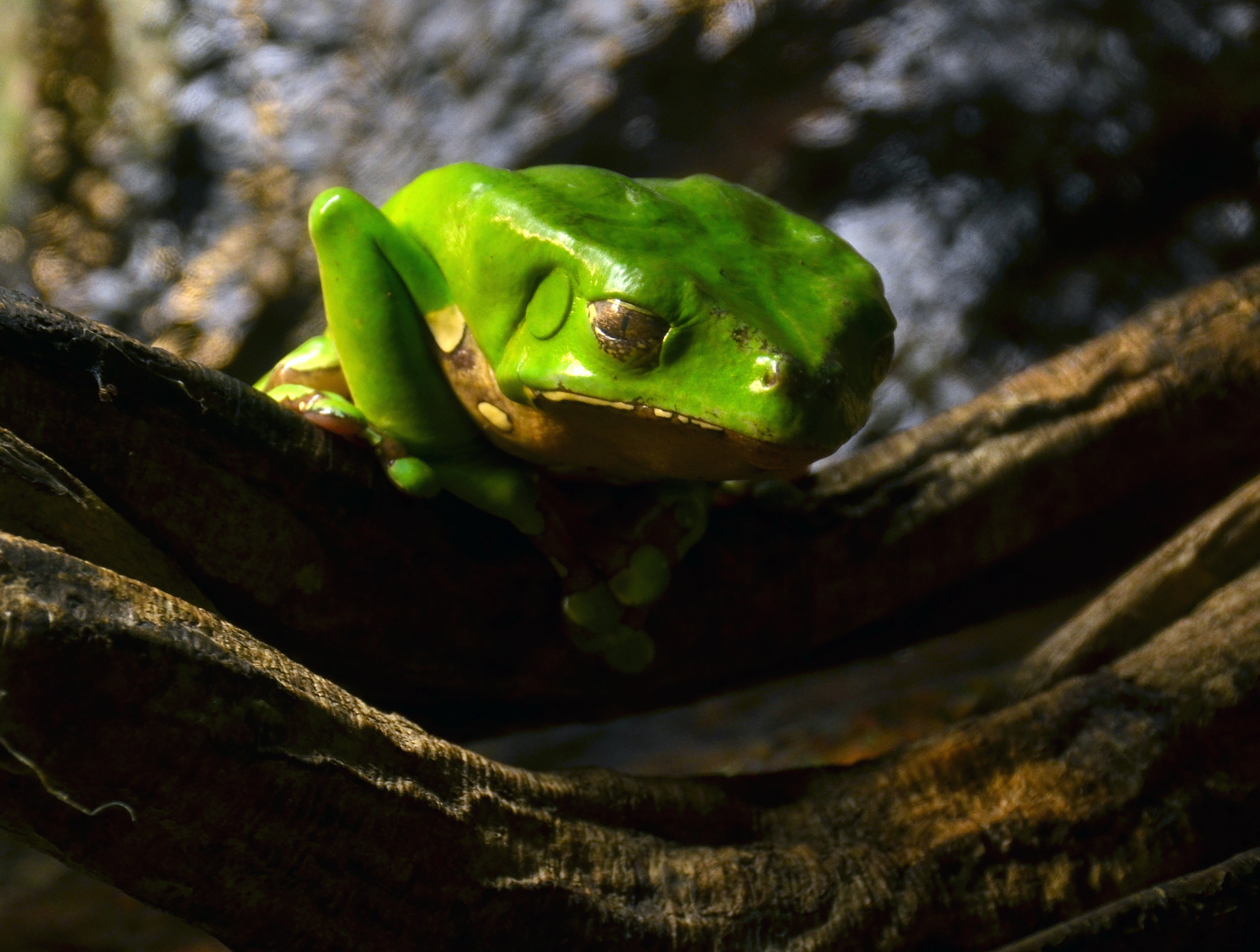
Phyllomedusa bicolor
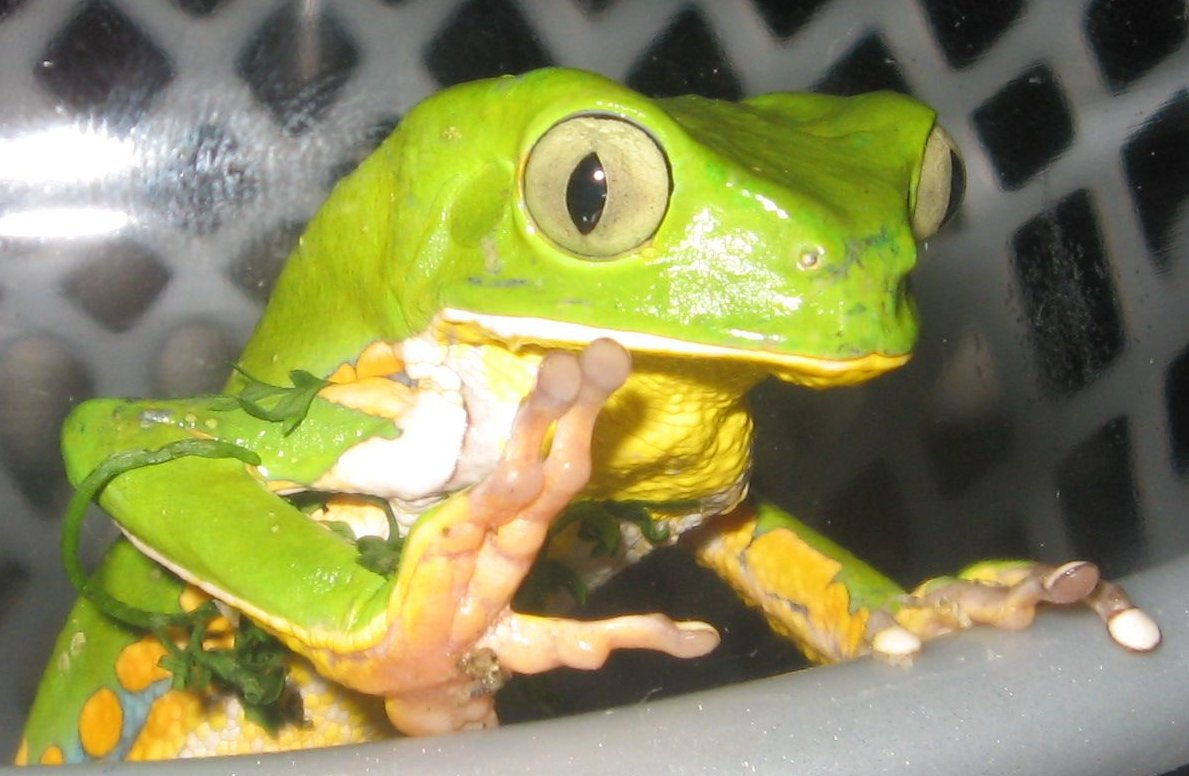
Rã arborícola, Caetité, Bahia, Brasil.
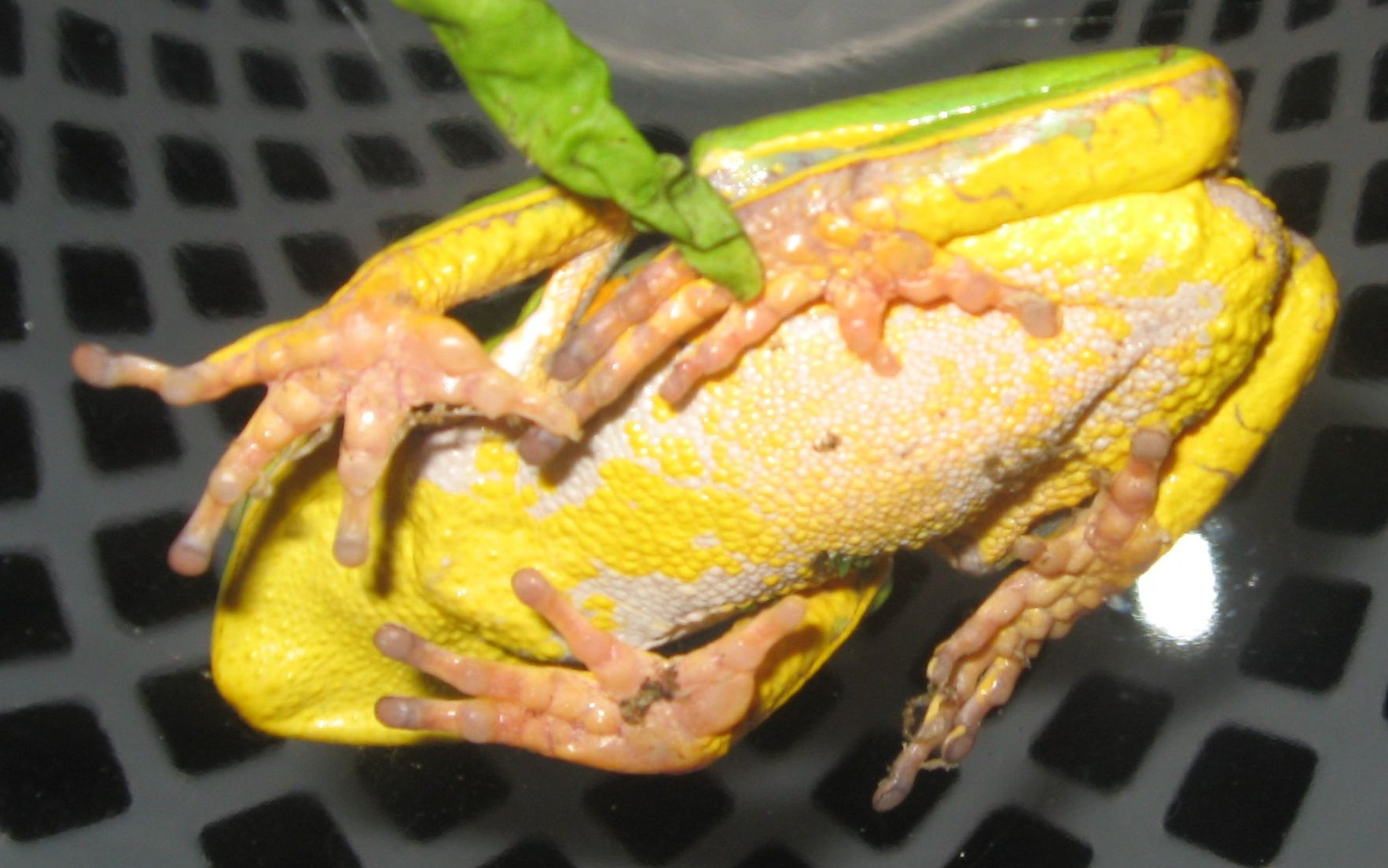
Rã arborícola, Caetité, Bahia, Brasil.
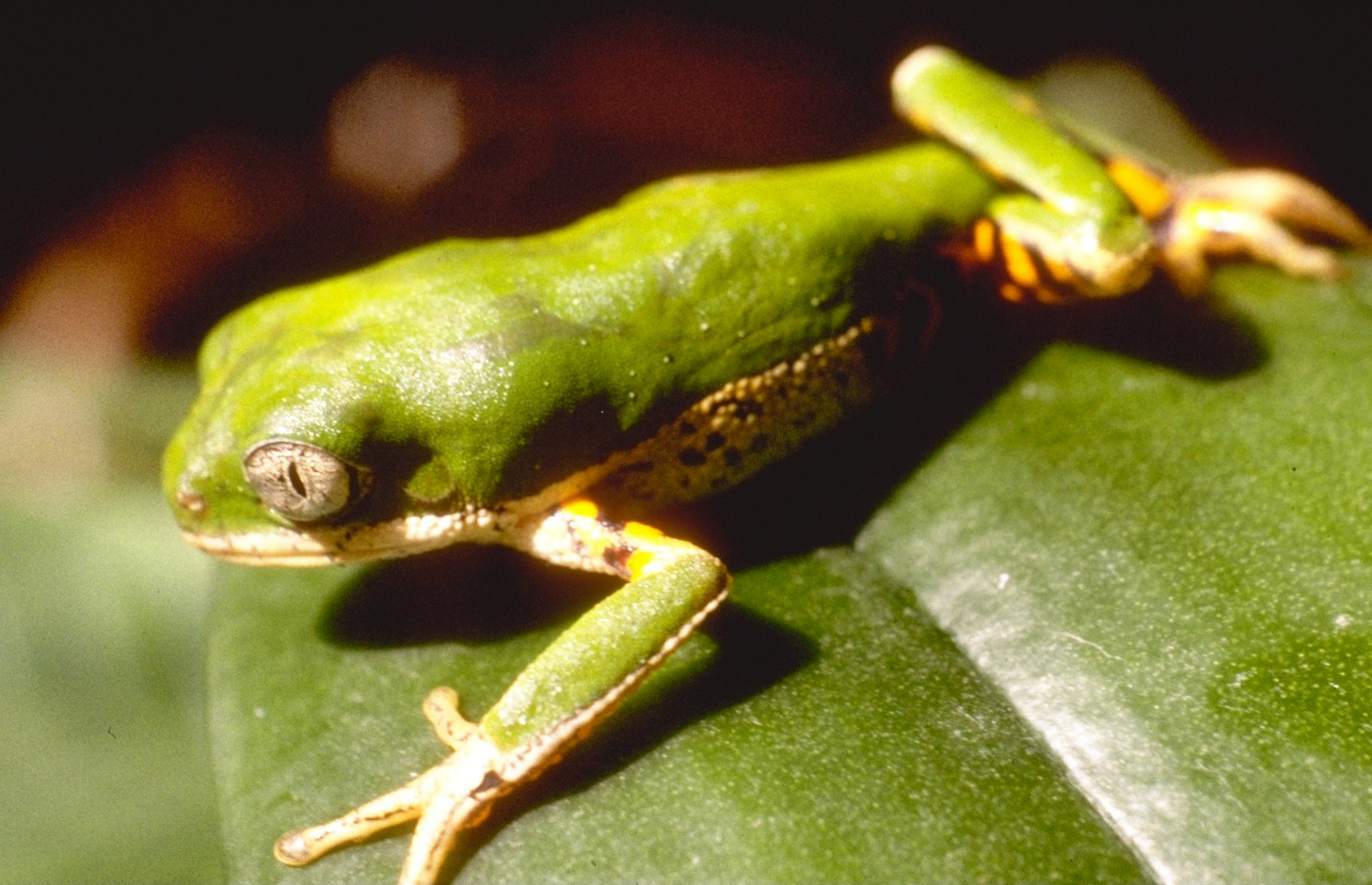
Phyllomedusa hypochondrialis
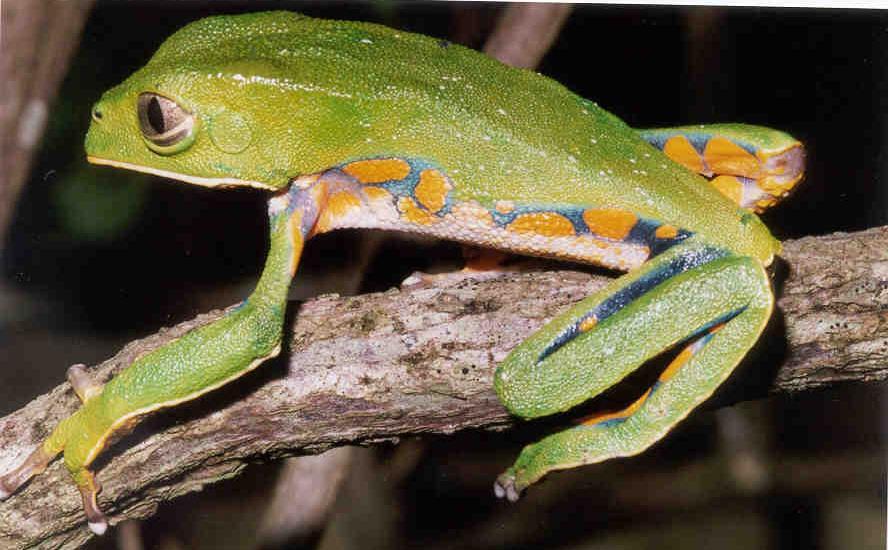
Phyllomedusa burmeisteri
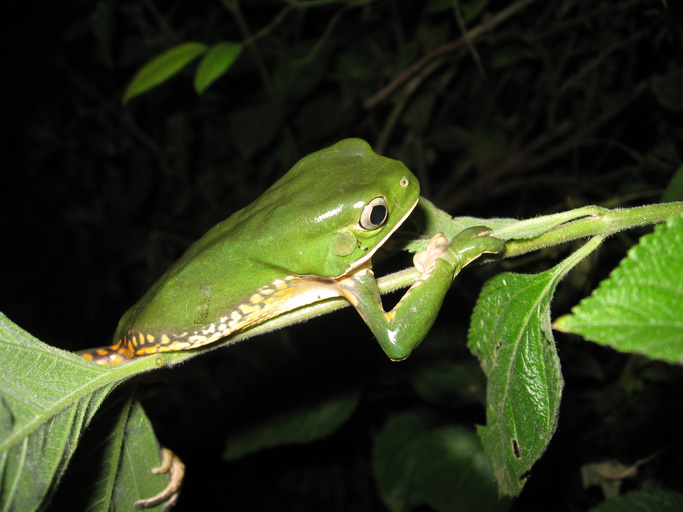
Phyllomedusa iheringii
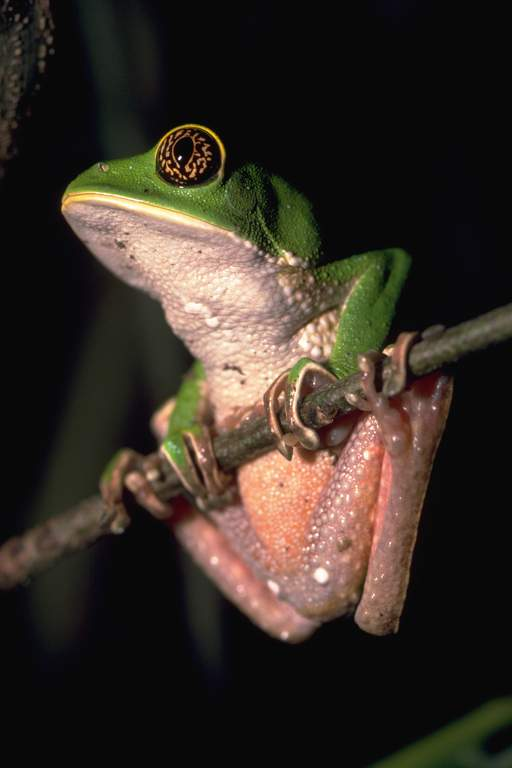
Phyllomedusa trinitatis
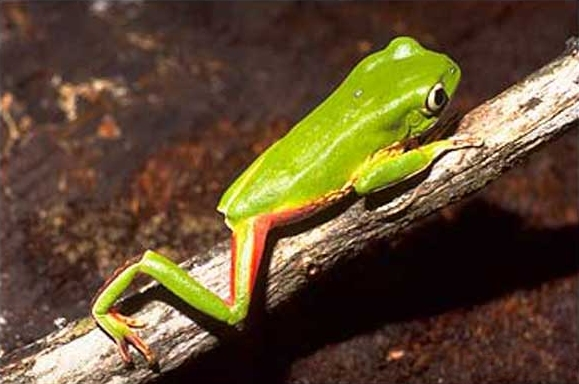
Phyllomedusa distincta
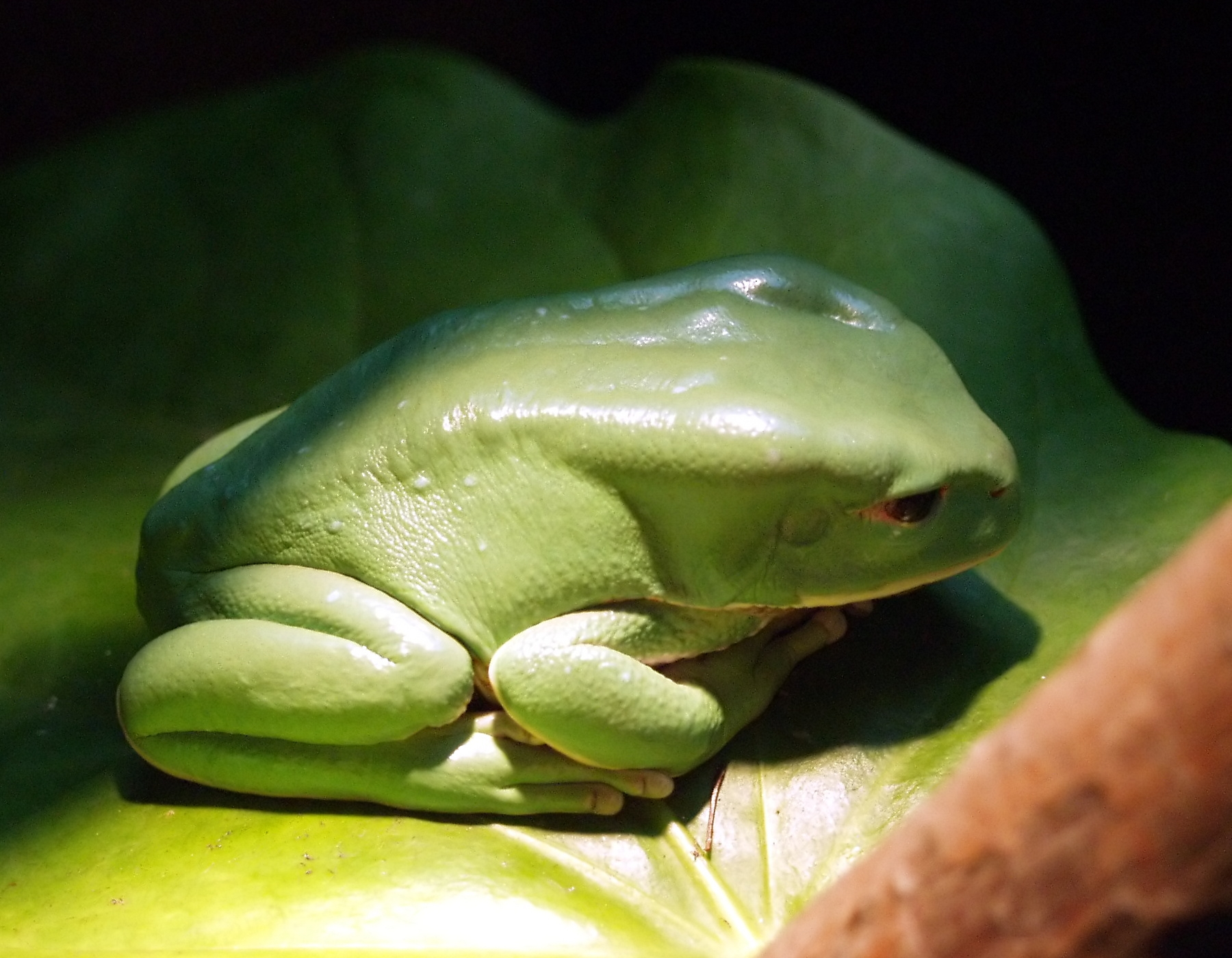
Phyllomedusa boliviana
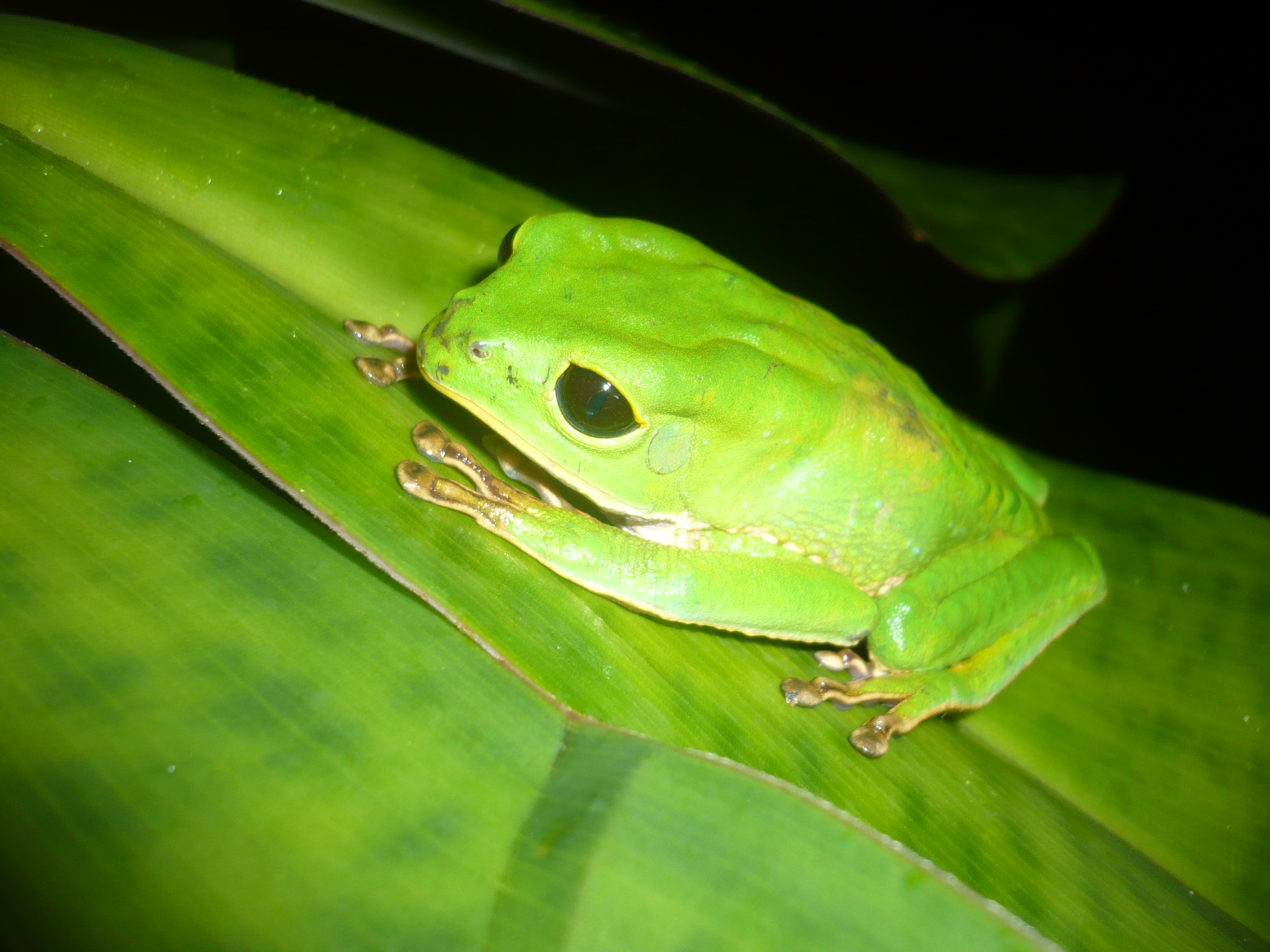
Phyllomedusa boliviana
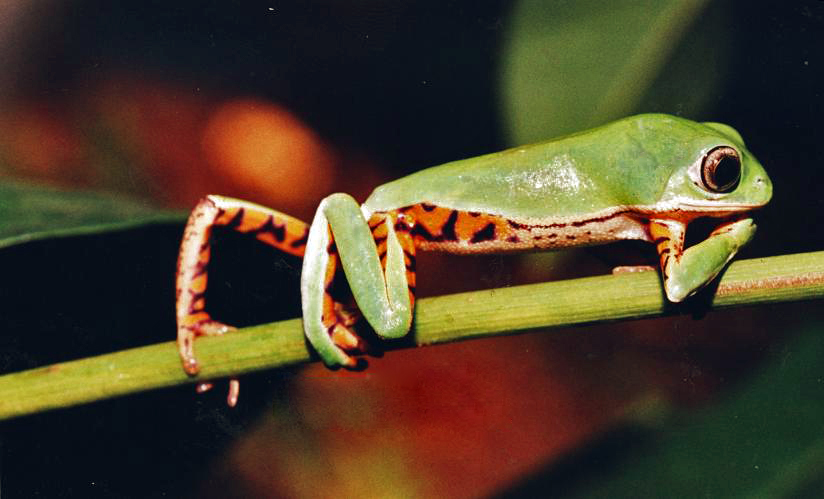
Phyllomedusa azurea
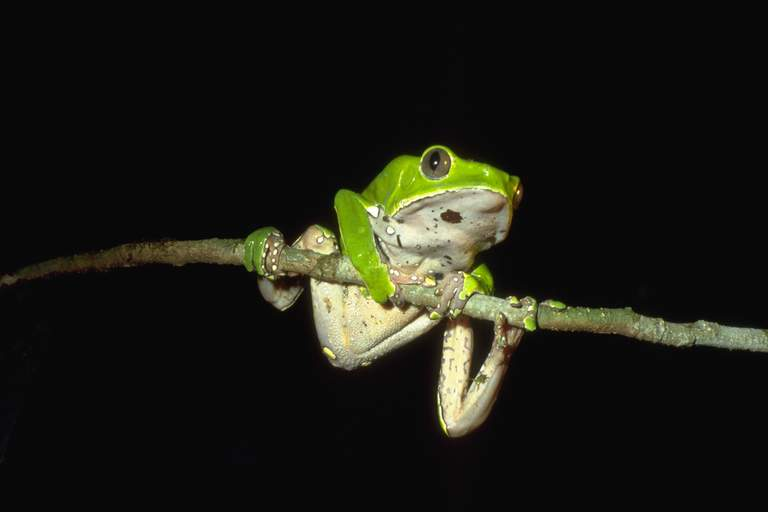
Phyllomedusa bicolor
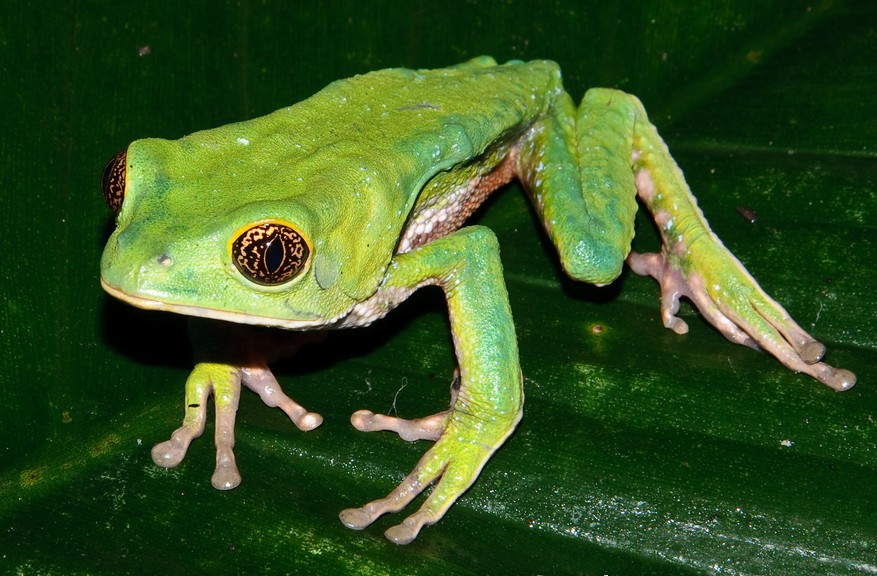
Phyllomedusa venusta
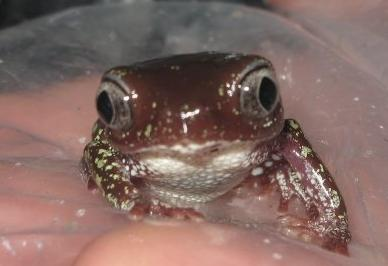
P. atelopoides
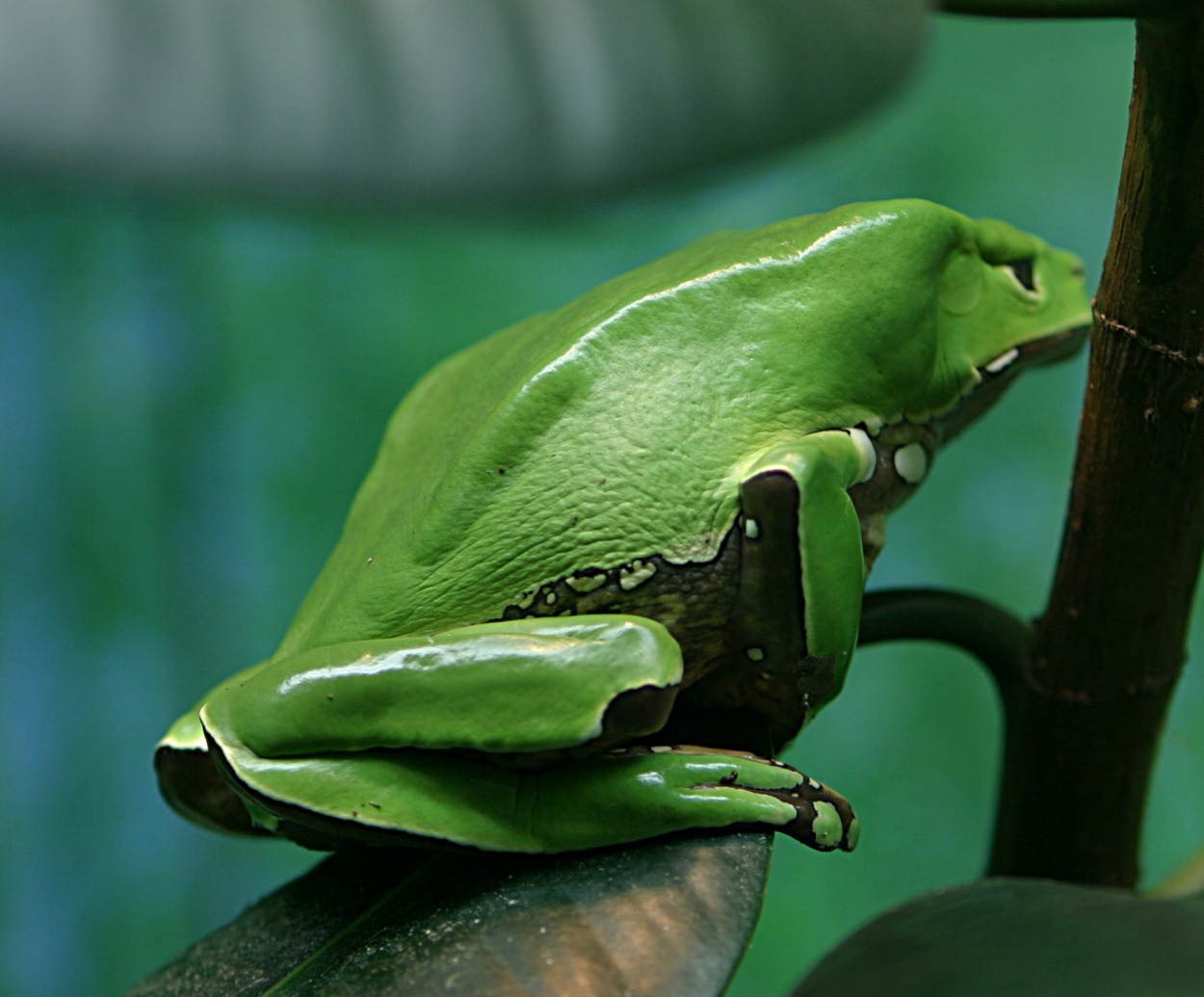
P. bicolor Houston Zoo

## Outras espécies
Possivelmente espécies do mesmo gênero apresentam substancias semelhantes em suas secreções. Sabe-se também que diversas espécies de Anuros apresentam substancias tóxicas em sua estrutura corporal, algumas destas extraídas da família Bufonidae em especial do gênero Bufo geralmente da pele seca do Bufo gargarizans ainda utilizado na medicina chinesa com o nome de Chan’su (Senso em japonês) para dor de cabeça, sinusite e hemorragias causadas por abscesso nas gengivas. Hoje em dia já se reconhece as propriedades anestésicas e vasoconstritoras (que pode estacar sangramentos) de alguns das substâncias extraídas de sapos do gênero bufo (Bufaginas) além das conhecidas Bufoteninas classificada como modificador das funções cerebrais (psicodisléptico) também encontradas em outras espécies do gênero Bufo como o nosso sapo cururu.
A espécie Phyllobates terribilis conhecida como sapo do veneno de flecha possuem uma substância chamada batrachotoxina, presente nas glândulas espalhadas por seu corpo. Apenas 136 microgramas (0,1 – 0,2 mg), o que equivale a dois ou três grãos de sal de cozinha (NaCl), são capazes de matar uma pessoa de 68 Kg por paralisia dos músculos respiratórios.
Alguns índios que habitam a região noroeste da América do Sul entre a cordilheira dos Andes e o Oceano Pacífico, feito os Emberá de língua Chocó que vivem nas florestas que hoje pertencem a Colômbia, utilizam dardos envenenados com as secreções do Phyllobates terribilis em suas zarabatanas para caçar.

## Ver também

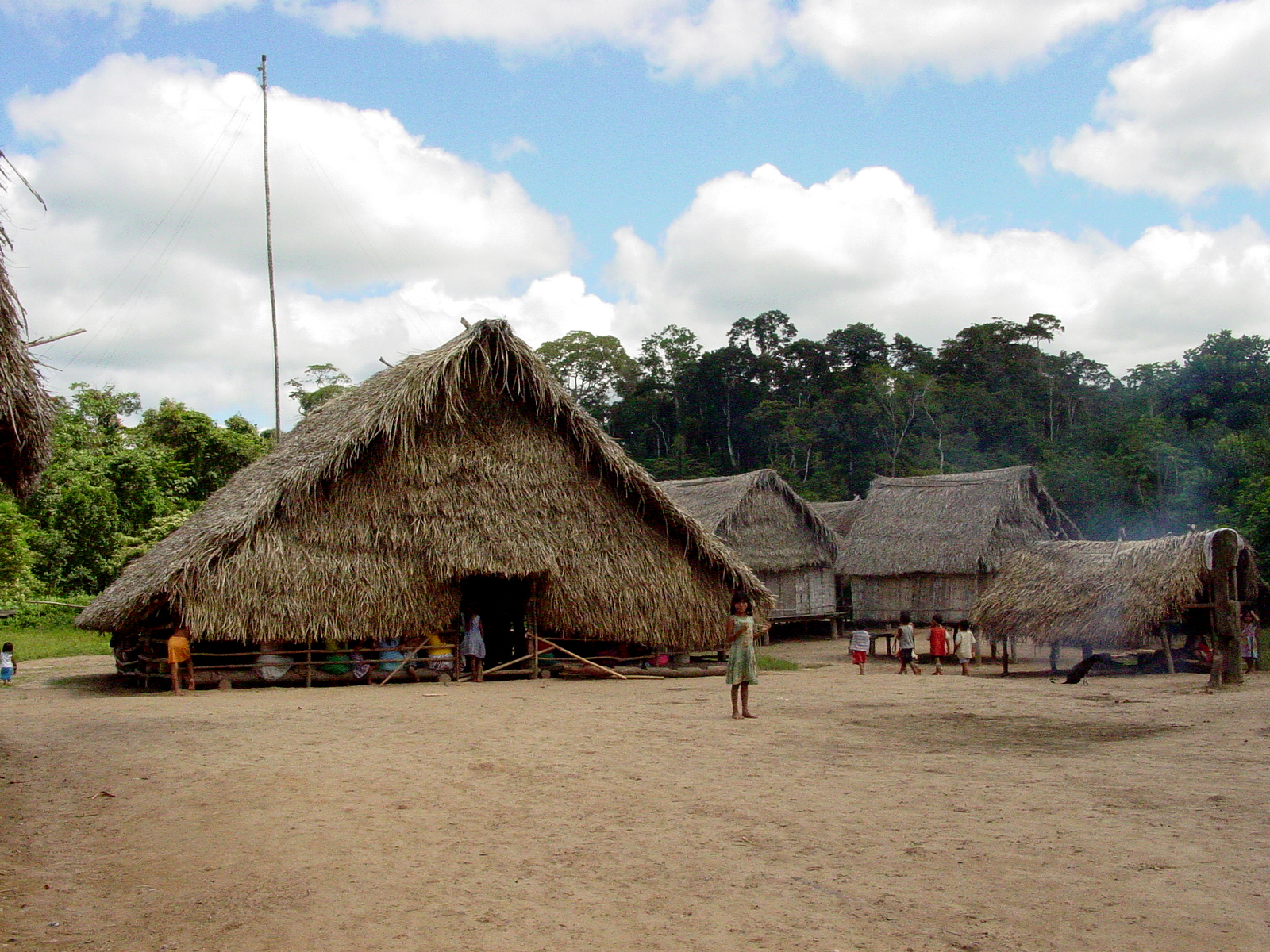
Aldeia Caxinauá no Acre